# Fußpflegemittel
Fußpflegemittel dienen der Fußpflege. Man unterscheidet dabei zwischen medizinischen Präparaten, die gegen Fußprobleme helfen wie Mittel gegen Hornschwielen und Hühneraugen, und kosmetischen Mitteln wie Bäder, Lotionen, Cremes, Balsame und vielen mehr, die sich auf die Pflege der Haut und der Nägel beschränken.
Kosmetische Mittel besitzen oft Inhaltsstoffe zur Schweißbindung, Keimhemmung und Desodorierung, da sich an den Füßen viele Schweißdrüsen befinden, wodurch sich Pilze und Bakterien schnell vermehren und Fußgeruch erzeugen können.

## Mittel gegen Hornschwielen und Hühneraugen
Mittel gegen Hornschwielen und Hühneraugen sind Kollodium-Lösungen. Dies sind zähflüssige Suspensionen von Kollodiumwolle in einem Gemisch aus etwa einem Teil Alkohol und zwei Teilen Ether. Daneben sind Weichmacher und keratolytisch wirkende Stoffe enthalten. Auch gibt es Pasten, welche Erdalkaliglykolate enthalten.

## Fußpuder

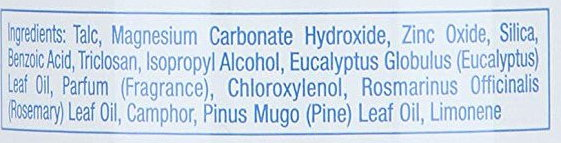
Deklaration der Inhaltsstoffe eines Fußpuders nach INCI

Fußpuder zählt zu den Puderpräparaten. Es ist die günstigste und meistverwendete Form der kosmetischen Fußpflegemittel. Es besteht meist aus Talkum und Kieselsäure. Dadurch wird die Feuchtigkeit im Schuh verringert, wodurch das Bakterienwachstum gebremst wird. Außerdem können noch Aluminiumsalze vorhanden sein, welche ebenfalls schweißhemmend wirken. Des Weiteren wirkt Fußpuder hautglättend, kühlend und antiseptisch, was an Zusätzen wie Alaun, Campher und Menthol liegt. Fußpuder lassen sich auch zur Keimverminderung der Schuhe verwenden.

## Fußbadesalze
Fußbadesalze sind wie Badesalze aufgebaut. Jedoch enthalten sich noch zusätzlich Kräuterextrakte. Dabei kann man zwischen zwei Ausführungen unterscheiden:
- zur Hornhauterweichung
- zur Schweißhemmung

### Hornhauterweichung
Diese Salze bestehen aus alkalisch reagierenden Salzen (Natriumhydrogencarbonat). Zu Desodorierung können sie zusätzlich Natriumperborat oder Natriumpercarbonat enthalten.

### Schweißhemmung
Diese Salze bestehen aus adstringierend wirkenden Stoffen wie Aluminiumsulfat.

## Fußbadessenzen
Bei Fußbadessenzen handelt es sich um Tensid-Lösungen, genauer um klare, leicht eingefärbte Lösungen, denen Kräuterextrakte zugesetzt sind. Außerdem enthalten sie antimykolisch und desodorierend wirkende Zusätze.

## Fuß-Schaumbäder
Fuß-Schaumbäder bestehen aus herkömmlichen Schaumbad-Präparaten und zusätzlichen Wirkstoffen gegen Pilze und Bakterien (Undecylensäurediethanolamid).

## Fußsprays
Bei Fußsprays handelt es sich um Aerosoldruckgaspackungen. Darin enthalten sind isopropanolische Lösungen (Treibgas, Alkohol und Parfümöl), welche keimhemmend, desodorierend, schweißhemmend und antimykotisch wirken.

## Fußcremes

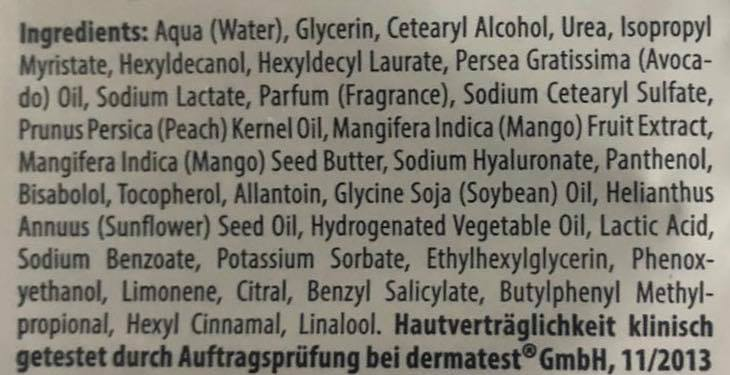
Deklaration der Inhaltsstoffe einer Fußcreme nach INCI

Bei Fußcremes handelt es sich um Wasser-in-Öl-Emulsionen oder um wasserfreie Zubereitungen, welche hauptsächlich zur Behandlung von Hyperhidrosis pedum (Fußschweiß) angewendet werden. Außerdem wird die Haut durch die Creme gepflegt und schenkt dieser Feuchtigkeit.

## Fußbalsam
Im Gegensatz zu Fußcremes sind Fußbalsame wasserfrei. Sie können Myrrenharz, Ringelblumenöl und andere ätherische Öle enthalten, welche erfrischend und pflegend wirken.

## Fußlotion
Fußlotionen sind dünnflüssige Öl-in-Wasser-Emulsionen. Dadurch sind sie ohne Rückstände leicht aufzutragen. Hauptsächlich behandeln sie Pilzbefall und unangenehmen Geruch, können aber auch gleichzeitig hautpflegend sein.